# Teufelsbachklause
Teufelsbachklause je splavovací nádrž v nadmořské výšce 1020 metrů, která sloužila ke zlepšení stavu vody pro plavení dřeva z okolních lesů. Když se nádrž naplnila vodou, byly připravené pokácené kmeny stromů postupně vsazovány do proudu vody, který vznikl po otevření výpustě z nádrže na vzedmutém vodním toku. Voda unášela kmeny do nížin směrem k velkým městům jako byl Pasov nebo Vídeň. Takto otevřená nádrž se vyprázdnila asi za 45 minut.

## Historie
V roce 1820 byla hráz nádrže ještě zbudována jen z dřevěných trámů. Teprve až v roce 1842  byly trámy nahrazeny žulovými kvádry, které tvoří hráz nádrže dodnes (2016). V lesích kolem Teufelsbachklause se v dřívějších dobách těžil křemen, který byl dopravován volskými povozy do skláren v okolí Spiegelau. V 50. letech dvacátého století skončil provoz plavení dřeva a nádrž je od té doby udržována Bavorskými státními lesy jako historická technická památka a místo určené k rekreaci.

## Geografické začlenění
Geograficky spadá nádrž Teufelsbachklause již do Německa. Nachází se v okrese Freyung-Grafenau pár metrů od hranic s Českou republikou asi tři kilometry severně od německého Finsterau, místní části obce Mauth, v Národním parku Bavorský les.

## Vodní režim
Nádrž Teufelsbachklause byla vybudována na potoku Teufelsbach (česky Čertova voda), ale její naplnění vodou z tohoto zdroje trvalo 4 až 24 hodin. Aby se zkrátila doba plnění nádrže, byl dodatečně zbudován v 19. století umělý vodní kanál Schwellgraben. Ten přivádí vodu z 2.5 km vzdáleného potoka Reschbach po úbočí hory (s využitím spádu 75 metrů) do nádrže Teufelsbachklause.

## Přístup

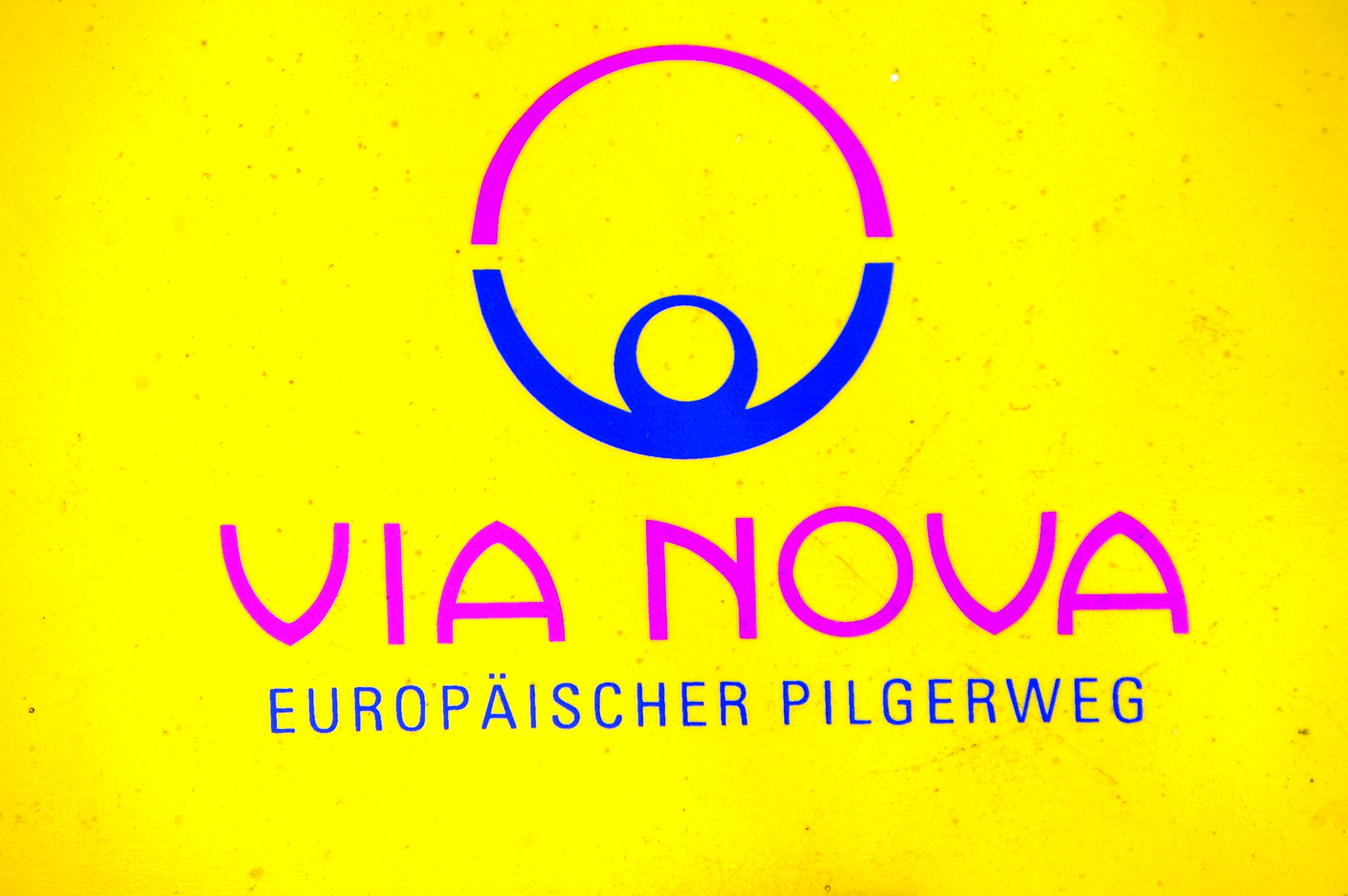
Logo evropské poutnické cesty Via Nova

Splavovací nádrž je dosažitelná pěší chůzí po žluté turistické značce vedoucí od rozcestí Knížecí Pláně přes Furik, Chaloupky až do konečného bodu žluté značky, kterým je Čertova voda - CZ/D (státní hranice). Dále se pokračuje po německé straně značenými cestami (dle orientačních šipek) až do cílového bodu - k nádrži Teufelsbachklause. Další možností je z Německa se táhnoucí poutnická cesta Via Nova (Wanderroute Via Nova - Evropská poutní cesta), která v jedné své části (Mauth/Finsterau - Bučina) je vedena v těsné blízkosti nádrže.

## Rozměry
Nádrž Teufelsbachklause má půdorys ve tvaru poněkud zploštělého polokruhu. Hráz nádrže je dlouhá 35 metrů. Od středu hráze k nejvzdálenějšímu břehu měří asi 25 metrů. Hloubka nádrže u hráze je 5 metrů. Celkový obvod nádrže činí asi 105 metrů. Po naplnění nádrž pojme až 2000 kubických metrů vody. Její vodní plocha má rozlohu asi 1000 metrů čtverečních.

Vodní nádrž Teufelsbachklause (pohledy z hráze)
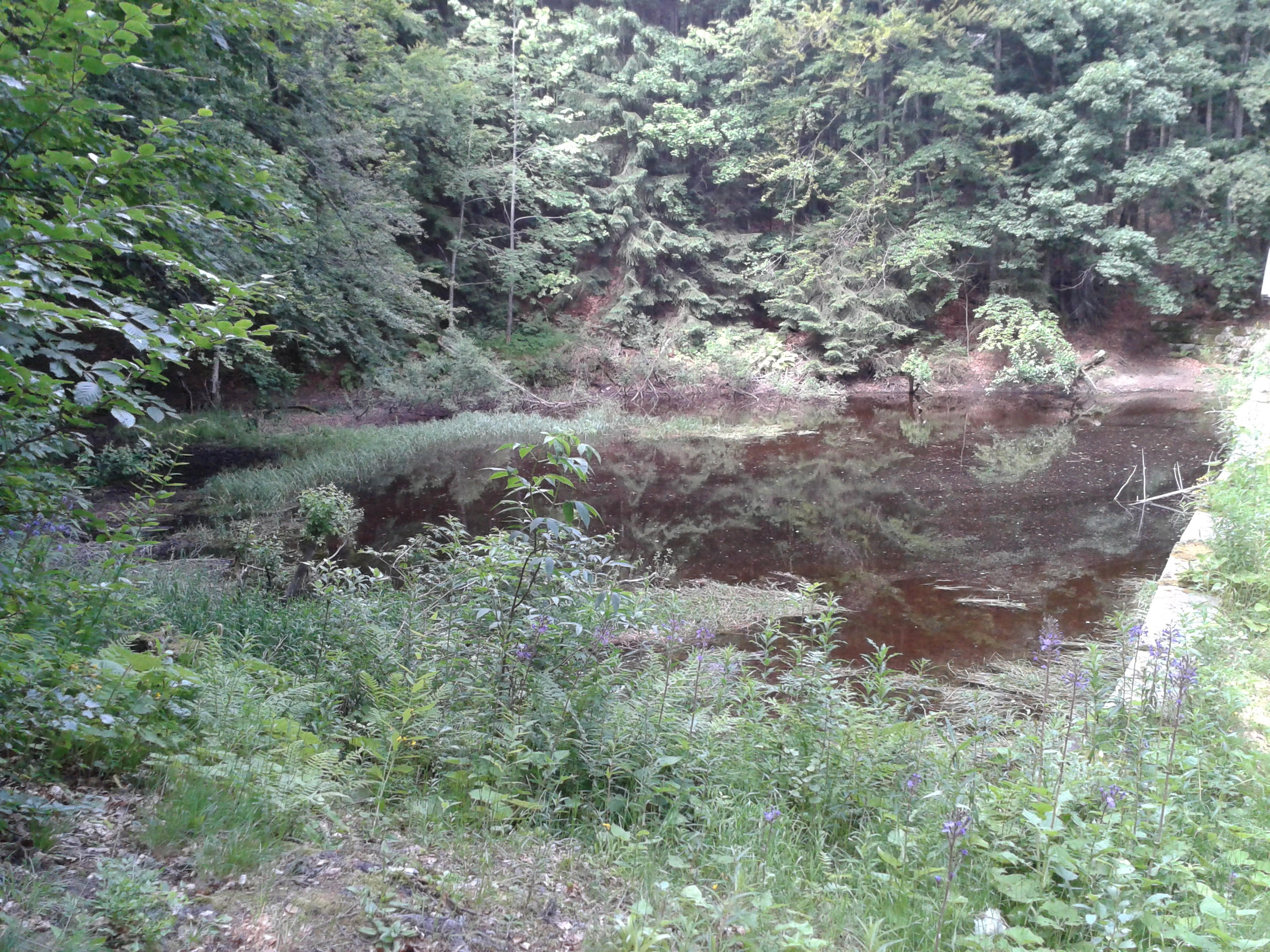
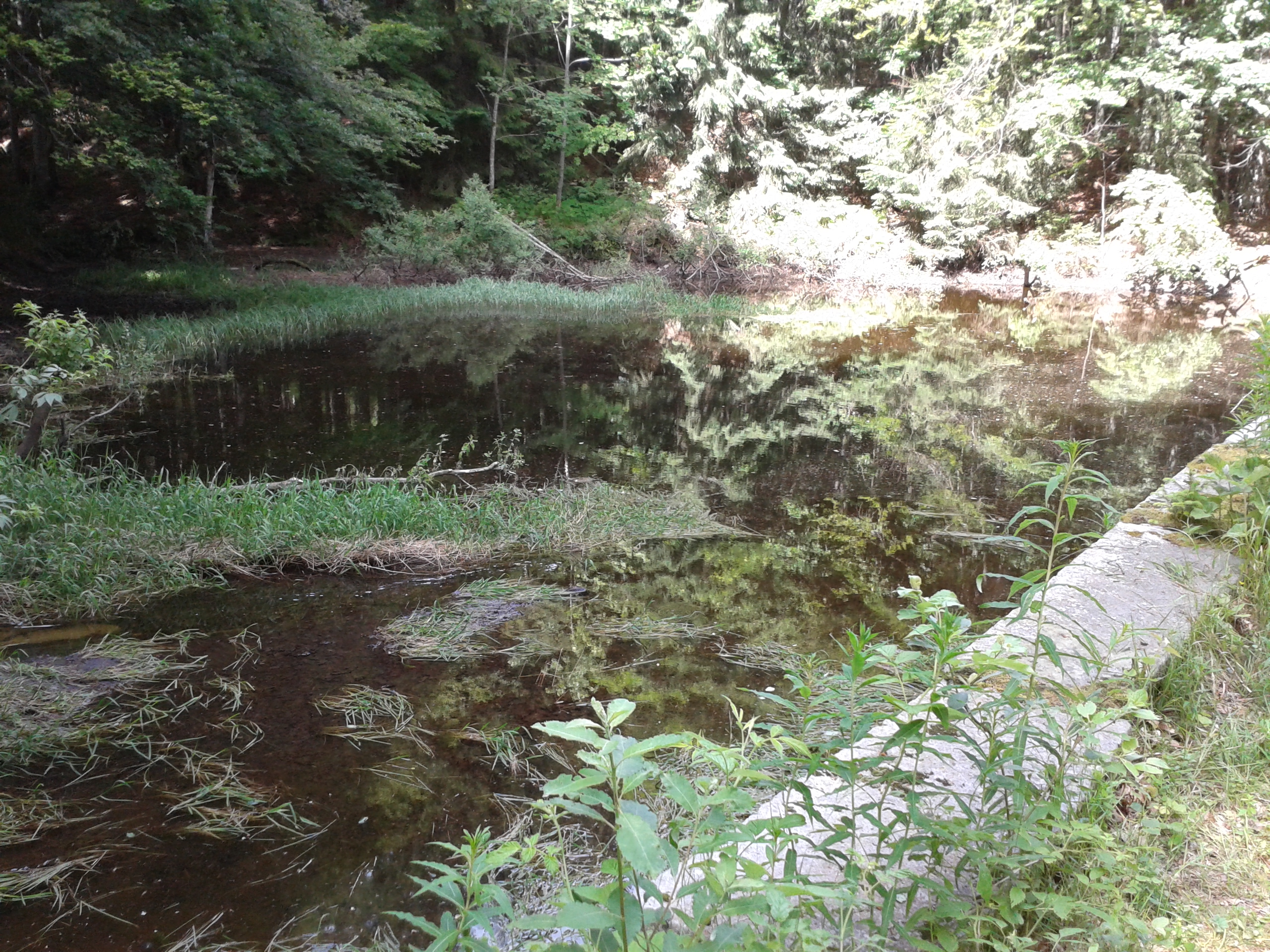
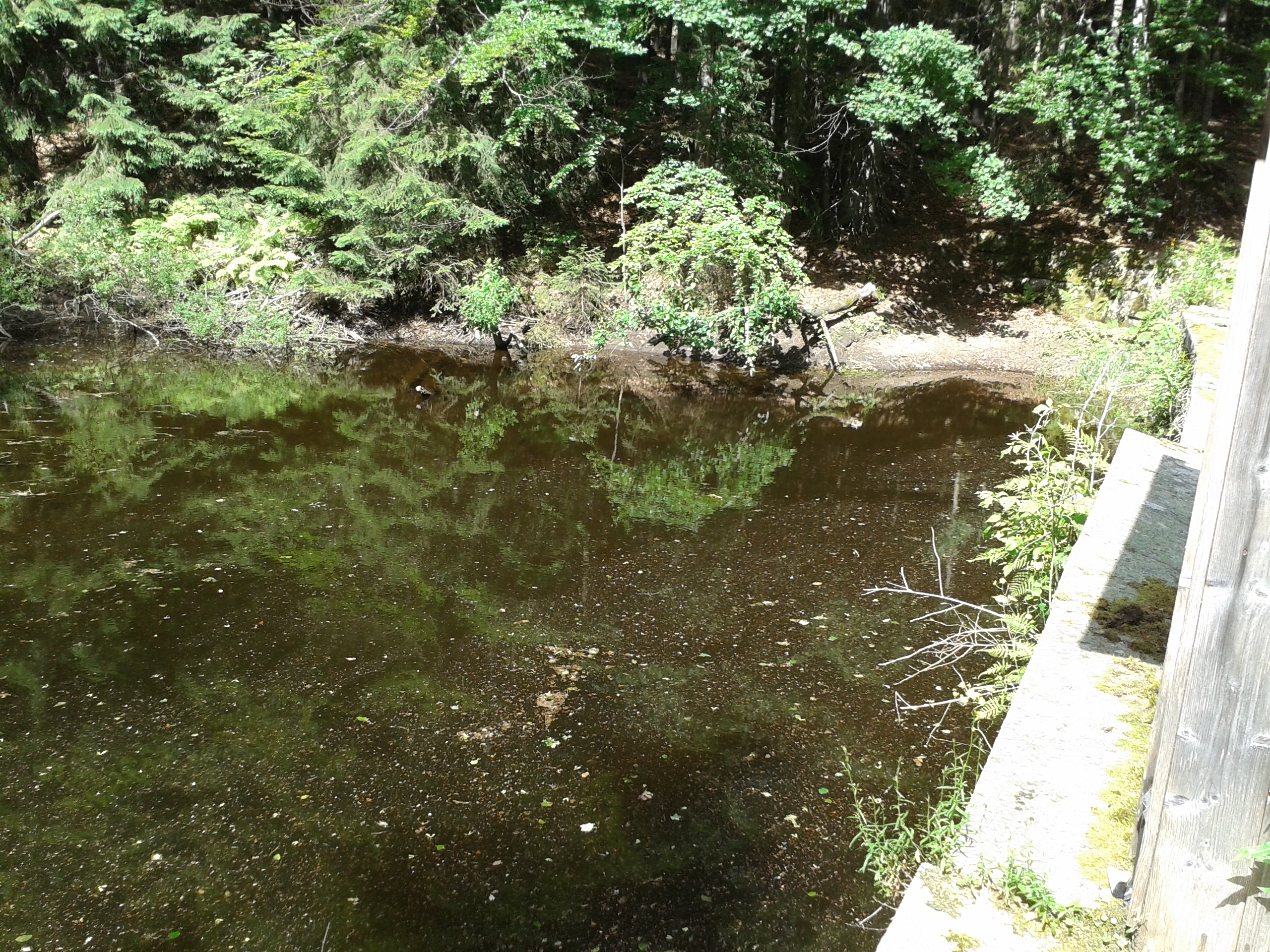
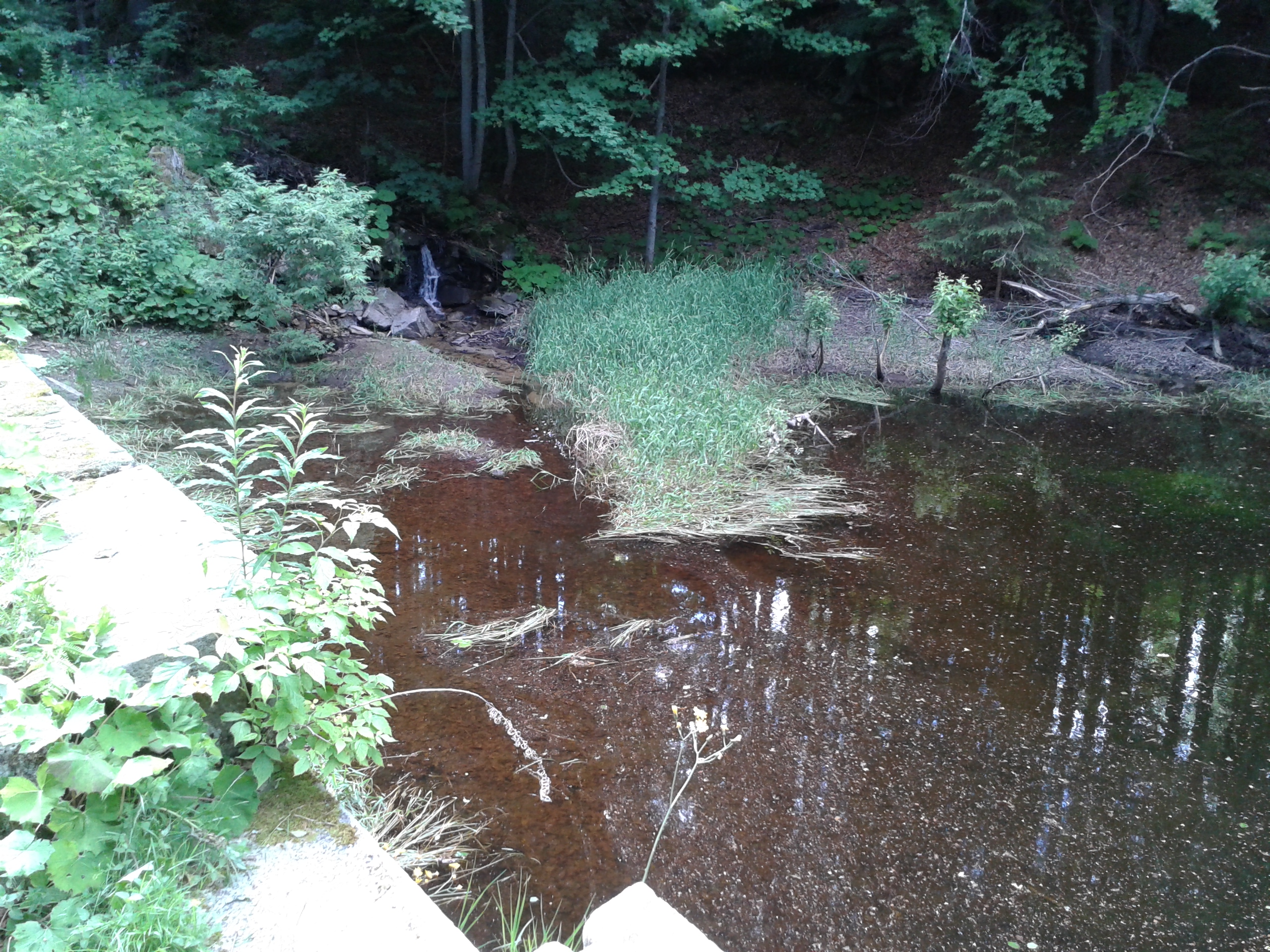